# Pellaea viridis
Pellaea viridis is een rotsvaren uit de lintvarenfamilie (Pteridaceae), afkomstig uit Afrika, India en de Azoren.

## Naamgeving enetymologie
- Synoniemen: Pteris viridis Forsskål (1775)
- Engels: Green cliffbrake

De botanische naam Pellaea is afgeleid van het Oudgriekse πελλός (pellos), donker, naar de donkere, grijsgroene bladen. De soortaanduiding viridis is Latijn voor 'groen'.

## Kenmerken
Pellaea viridis is een varen met de tot 80 cm lange bladen gegroepeerd in bundels. De korte bladsteel en de bladspil zijn aanvankelijk glanzend groen maar worden later bijna zwart. De bladschijf is tot 60 cm lang, smal driehoekig, eenmaal geveerd, met ongeveer 15 paar alternerend geplaatste, eivormige tot handlobbige bladslipjes.

## Habitaten verspreiding
P. viridis komt voor in Oost-Afrika (onder andere Malawi, Mozambique en Zambia), Zuid-Afrika, Arabië, Madagaskar, India en de Azoren.
... · P. atropurpurea · P. calomelanos · P. glabella · P. viridis · ...